# Goncourt (stacja metra)
Goncourt – stacja linii nr 11 metra  w Paryżu. Stacja znajduje się na granicy 10. i 11. dzielnicy Paryża. Została otwarta 28 kwietnia 1935 r.